# Círio Pascal

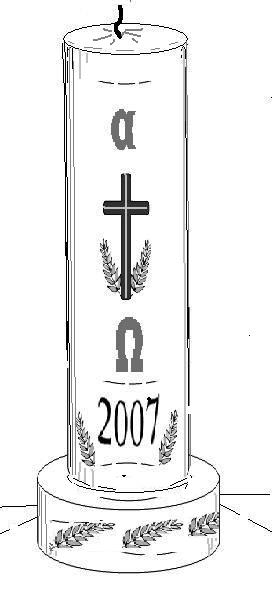
Gravura representando o Círio Pascal

O Círio Pascal é uma vela branca que representa a Luz de Cristo. Esta vela é usada nas liturgias de Igrejas Cristãs Ocidentais (Igreja Católica Romana, Comunhão Anglicana, Igrejas Luteranas, dentre outras). Um novo Círio Pascal é aceso a cada ano, na Páscoa, e é usado  durante o Tempo Pascal. Ao longo do ano a vela é acesa em ocasiões especiais, dependendo da tradição, como batismos e funerais.

## Etimologia
O termo "pascal" vem da palavra Pessach, que em hebraico significa Páscoa, e relaciona-se com o mistério pascal da salvação. É por vezes referido como o "Círio Pascal" ou "Vela Pascal".

## Descrição
O Círio Pascal é a maior vela no espaço de culto para as congregações que o utilizam. Na maioria dos casos, atualmente, o Círio porta os seguintes símbolos:
- A cruz central  (símbolo da redenção).
- A letra grega alfa (Α) (Cristo é princípio).
- A letra grega ómega (Ω) (Cristo é o fim).
- O ano em curso (A Ele o tempo e a eternidade).
- O (Chi) Χ e o (Rho) ρ (letras gregas) que são o anagrama de Cristo (Χριστός).Velas Pascais na Holanda

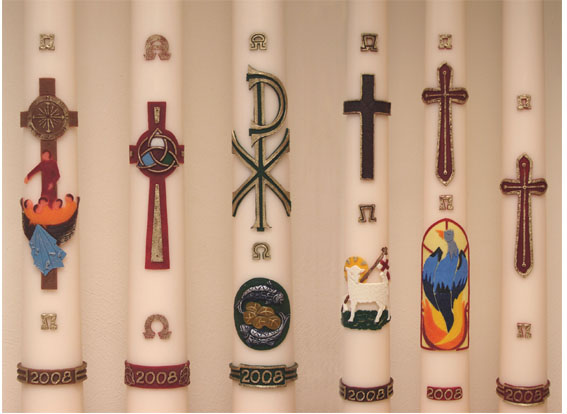
Velas Pascais na Holanda

- Cinco (5) grãos de incenso que são inseridos no Círio durante a Vigília pascal. Representam as cinco chagas de Cristo na Cruz:
  1. a coroa de espinhos,
  2. o prego da mão direita,
  3. o prego da mão esquerda,
  4. o prego dos pés, e
  5. o corte feito no lado direito do seu peito, por um soldado romano,com a lança para ver se ele estava morto.

Na Igreja Medieval, as Velas Pascais podiam ter dimensões extraordinárias. O Círio Pascal da Catedral de Salisbury chegou a ter 11 metros de altura. Atualmente a vela é de, aproximadamente, 5 a 10 centímetros de diâmetro e 1 metro de altura.

## Ritos
“A Vigília Pascal cristã (originalmente celebrada no sábado à noite) (…) é inaugurada com uma solene festa da luz. Essa tem três partes: o círio pascal, o Exsultet e o Fogo Novo. Essas três compõem o lucernário da Vigília Pascal. O uso do círio pascal é anterior ao século VI. (…) O rito de acender o círio pascal nasceu de um costume diário dos cristãos. Sem eletricidade, o ato de acender a luminária, ao cair da noite, se tornara um rito familiar, que trazia alegria e segurança. O círio pascal representa Jesus que é a luz que ilumina a noite da humanidade. O Exsultet é um canto (…) que reúne o conteúdo teológico da Vigília Pascal. (…)
O Fogo Novo é o último rito a ser incorporado na liturgia da Vigília Pascal. No século VIII, era costume que a igreja permanecesse no escuro depois de terminada a celebração vespertina da Quinta-Feira da Paixão até o Sábado. Não eram permitidas luzes de velas na igreja na Sexta-Feira da Paixão. Para conservar uma chama do fogo, uma lamparina permanecia guardada acesa num outro lugar que não fosse a igreja. A luz era trazida de volta para dentro da igreja no Sábado da Paixão à noite. Essa luz possibilitava a leitura dos textos bíblicos para a comunidade. Somente mais tarde se tem notícia a respeito do costume de se fazer uma fogueira no Sábado da Paixão. Do fogo da lenha, pega-se o Fogo Novo que iluminará o novo tempo, o tempo pascal. A origem do rito do Fogo Novo não é definida com certeza. Possivelmente vem dos países em que faz muito frio. Era um costume pagão que foi cristianizado. O rito já era praticado na Alemanha no século VIII. (…) O fogo é o símbolo do Espírito Santo. Ele é a força vital da Igreja.

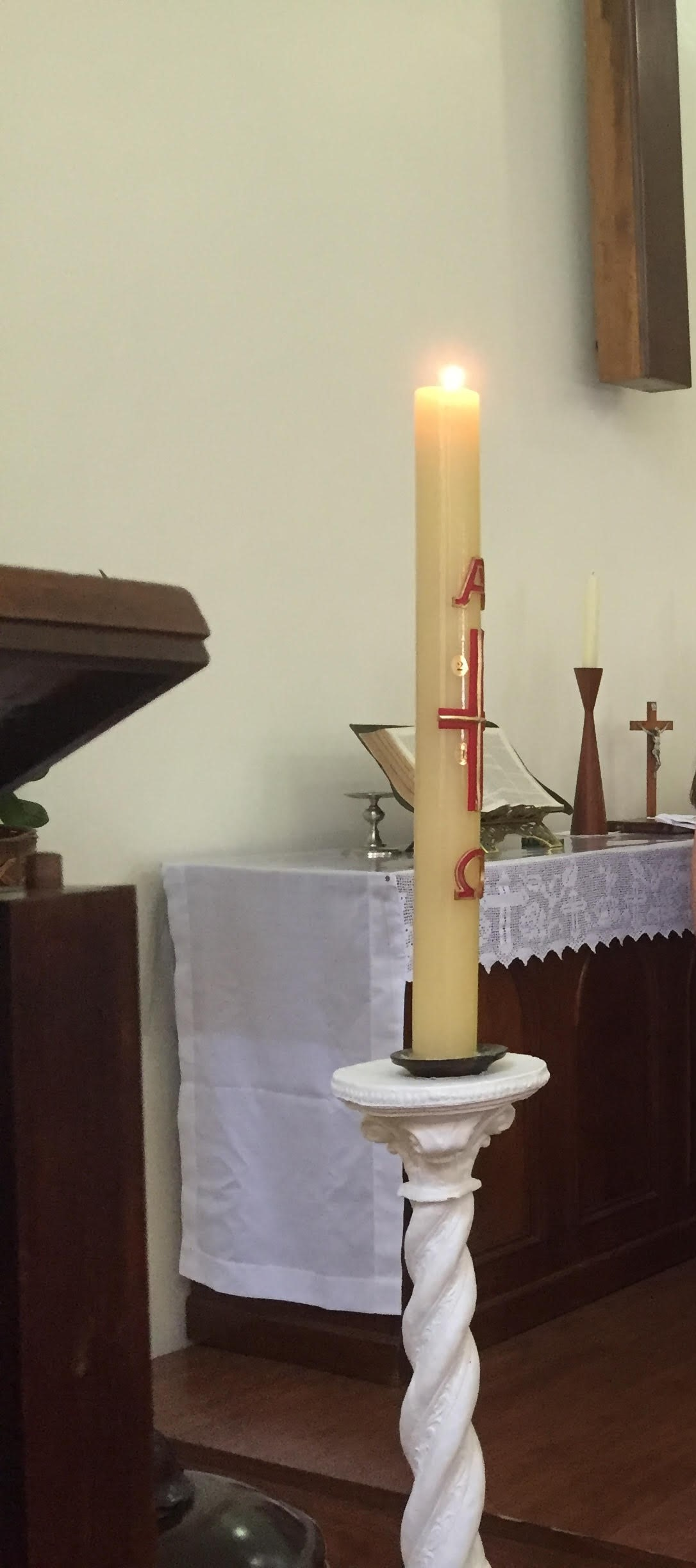
Cirio Pascal na Comunidade Ev. Luterana Cruz, Bairro Petrópolis, Porto Alegre, 2016 - www.dacruz.org

O círio reúne ainda outros ritos ao redor de si. Ele é aceso, no Fogo Novo, pelo diácono. A seguir, o diácono apresenta o círio para a comunidade, dizendo: A luz de Cristo... Segue uma procissão até o recinto da reunião. O círio vai na frente, levado pelo diácono, e a comunidade segue logo atrás. (…) O recinto da reunião está totalmente no escuro. Antes de entrar nele, todos acendem suas velas no círio pascal.
Segundo antigo costume cristão, o círio pascal permanece na igreja após a vigília até o encerramento do ciclo pascal, em Pentecostes. Depois é trazido para a igreja e colocado junto à fonte batismal em domingos especiais do ano litúrgico ou sempre que é celebrado um batismo. Na liturgia do batismo, a vela batismal é acesa no círio, antes de ser entregue às pessoas recém-batizadas.”
Também:
“A Vela Pascal (Ou Círio Pascal) é um símbolo da ressurreição de nosso Senhor e de sua presença visível na terra durante os quarenta dias que se seguiram. Ascende-se a vela com fogo ateado recentemente, no início da vigília pascal. Antes de acendê-la, o pastor grava uma cruz na cera. Acima da cruz ele inscreve um Α (alfa) e abaixo da mesma um Ω (ômega), primeira e últimas letras do alfabeto grego. Elas simbolizam que Cristo é o mesmo ontem, hoje e sempre. Então se inscrevem os números do ano corrente entre os braços da cruz, significando que o Cristo ressuscitado deverá constituir-se um pilar de fogo também nesse ano, a fim de conduzir-nos à prometida terra celestial. No centro e em cada extremidade da cruz afixam-se cravos de cera para simbolizar as cinco feridas de Cristo. Depois que a vela pascal tiver sido trazida ao presbitério (lugar onde se localiza o altar), ela é colocada num suporte sobre o piso, perto do altar donde se lê o evangelho. Ela permanece ali e é acesa para todos os cultos litúrgicos até a leitura do evangelho na festa da Ascensão. Nesse dia ela é apagada por um acólito, quando se proclamam as palavras do evangelho: ... foi recebido no céu, e assentou-se à destra de Deus (Marcos 16.19).”

## Galeria

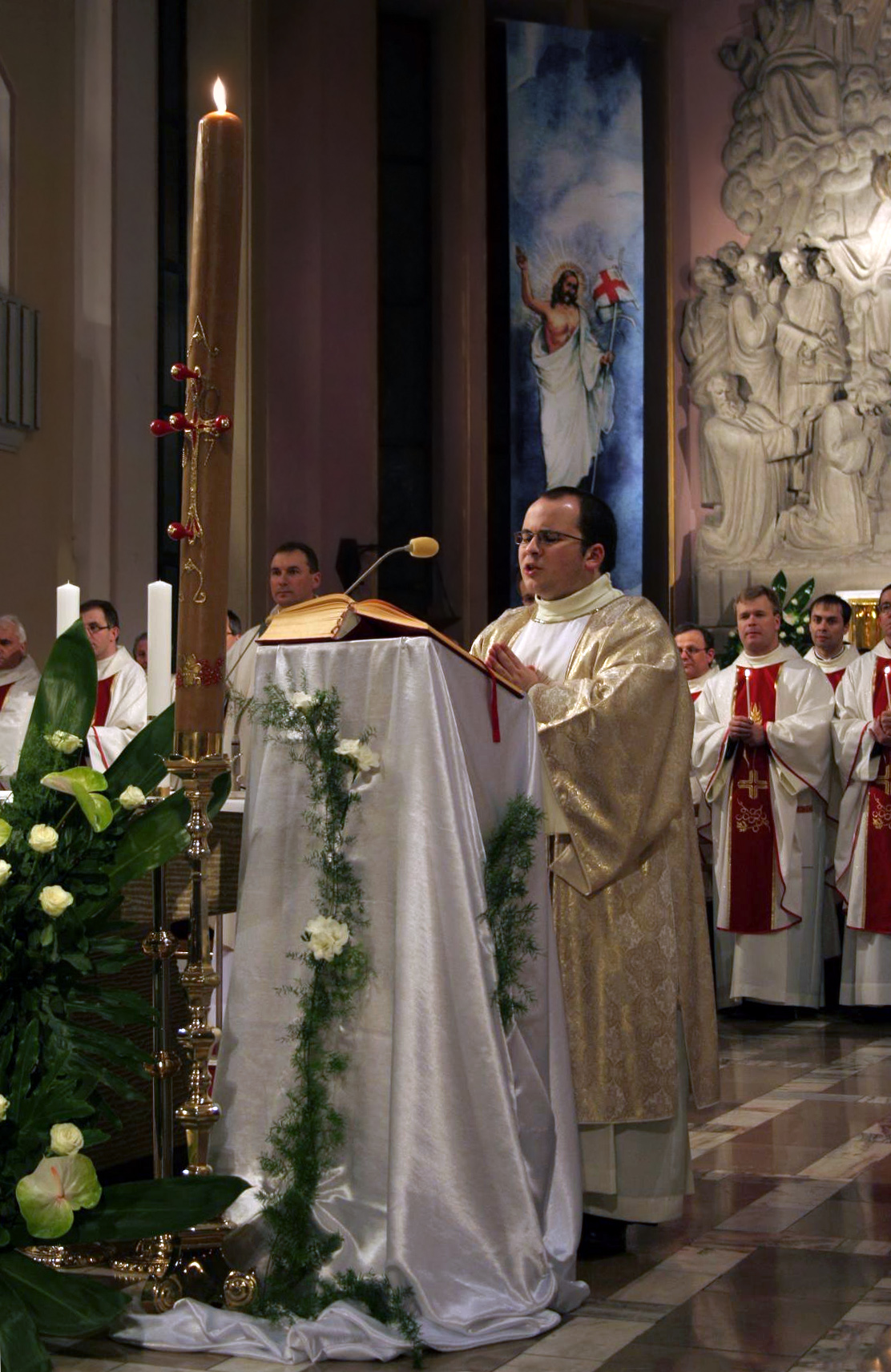
À frente do diácono, o Círio Pascal, marcado com as chagas
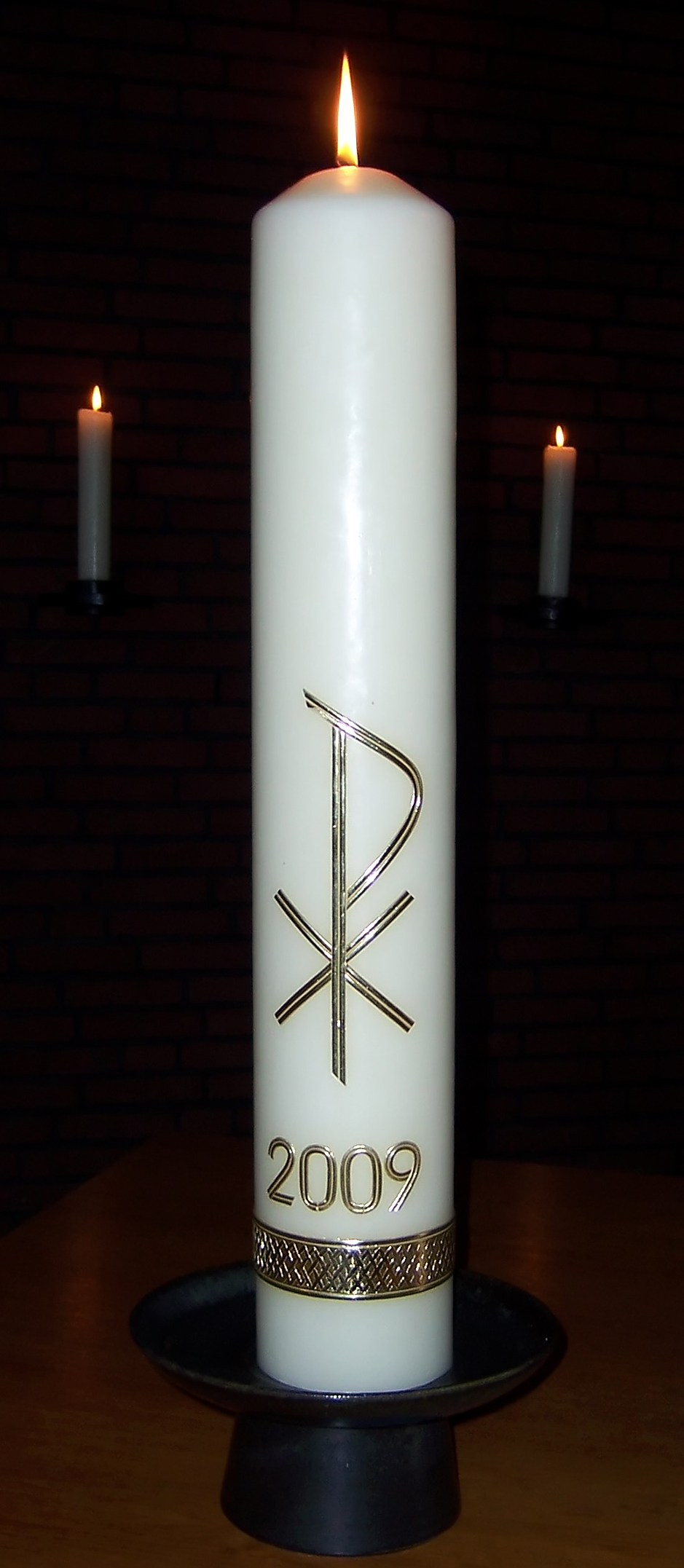
Círio Pascal